# Magyarország a 2004-es fedett pályás atlétikai világbajnokságon
Magyarország a Budapesten megrendezett 2004-es fedett pályás atlétikai világbajnokság egyik részt vevő nemzete volt. Az ország a versenyen tizenhét sportolóval képviseltette magát.

## Eredmények

### Férfi
| Versenyző                                             | Versenyszám     | Előfutam | Előfutam | Előfutam | Elődöntő | Elődöntő | Elődöntő | Döntő   | Döntő    |
| Versenyző                                             | Versenyszám     | Idő      | Hely.    | Össz.    | Idő      | Hely.    | Össz.    | Idő     | Helyezés |
| ----------------------------------------------------- | --------------- | -------- | -------- | -------- | -------- | -------- | -------- | ------- | -------- |
| Dobos Gábor                                           | 60 m            | 6,73     | 1.       | 24.      | 6,73     | 6.       | 17.      | kiesett | kiesett  |
| Németh Roland                                         | 60 m            | 6,65     | 2.       | 12.      | 6,63     | 52.      | 10.      | kiesett | kiesett  |
| Pauer Géza                                            | 200 m           | 21,62    | 3.       | 21.      | kiesett  | kiesett  | kiesett  | kiesett | kiesett  |
| Szeglet Zsolt                                         | 400 m           | 46,92    | 3.       | 4.       | 47,16    | 6.       | 10.      | kiesett | kiesett  |
| Csesznegi Dávid Szabó László Dezső Ákos Szeglet Zsolt | 4 × 400 m váltó | 46,92    | 6.       | 11.      |          |          |          | kiesett | kiesett  |

| Versenyző      | Versenyszám | Selejtező | Selejtező | Döntő    | Döntő    |
| Versenyző      | Versenyszám | Eredmény  | Helyezés  | Eredmény | Helyezés |
| -------------- | ----------- | --------- | --------- | -------- | -------- |
| Boros László   | Magasugrás  | 2,24 m    | 10.       | kiesett  | kiesett  |
| Tölgyesi Péter | Hármasugrás | 15,97 m   | 21.       | kiesett  | kiesett  |
| Bíber Zsolt    | Súlylökés   | 20,24 m   | 9.        | kiesett  | kiesett  |

### Női
| Versenyző       | Versenyszám | Előfutam | Előfutam | Előfutam | Elődöntő | Elődöntő | Elődöntő | Döntő   | Döntő    |
| Versenyző       | Versenyszám | Idő      | Hely.    | Össz.    | Idő      | Hely.    | Össz.    | Idő     | Helyezés |
| --------------- | ----------- | -------- | -------- | -------- | -------- | -------- | -------- | ------- | -------- |
| Szabó Enikő     | 60 m        | 7,37     | 4.       | 18.      | 7,40     | 7.       | 20.      | kiesett | kiesett  |
| Listár Nikolett | 200 m       | 23,71    | 2.       | 9.       | kiesett  | kiesett  | kiesett  | kiesett | kiesett  |
| Petráhn Barbara | 400 m       | 53,78    | 6.       | 17.      | kiesett  | kiesett  | kiesett  | kiesett | kiesett  |
| Varga Judit     | 1500 m      | 4:10,71  | 7.       | 7.       |          |          |          | kiesett | kiesett  |
| Vári Edit       | 60 m gát    | 8,24     | 6.       | 22.      | kiesett  | kiesett  | kiesett  | kiesett | kiesett  |

| Vaszi Tünde | Rúdugrás   | Nem indult | Nem indult | kiesett | kiesett | kiesett | kiesett | kiesett |
| Ajkler Zita | Távolugrás | 6,44 m     | 16.        | kiesett | kiesett | kiesett | kiesett | kiesett |